# Glenn Hysén
Glenn Hysén   (Göteborg, 30 d'octubre de 1959) és un exfutbolista suec de la dècada de 1980.
Fou 68 cops internacional amb la selecció sueca amb la qual participà en la Copa del Món de Futbol de 1990.
Pel que fa a clubs, defensà els colors d'IF Warta, IFK Göteborg, PSV Eindhoven, ACF Fiorentina i Liverpool FC.